# Марко Поло: Завръщане в Ксанаду
„Марко Поло: Завръщане в Ксанаду“ (на английски: Marco Polo: Return to Xanadu) е анимационен филм от 2001 г., който е съкратена версия на австралийския анимационен филм „Марко Поло срещу Червения дракон“ (Marco Polo Junior Versus the Red Dragon) през 1972 г. Режисьор е Рон Мърк, който е съсценарист със Крис Холтън и Шелдън Молодоф. Премиерата му е на 22 декември 2001 г., а по-късно е издаден на VHS и DVD през 2002 г.

## Сюжет
В далечното кралство Ксанаду на трона се е възкачил злият магьосник Фу Линг. На другия край на света младият Марко Поло разбира,че е наследник на прочут род мореплаватели,които са му завещали едната половина от магически медалион.Другата половина на медальона се намира в красивата принцеса на кралство Ксанаду, Минг Ю. Следвайки заръките на своите предци, Марко Поло тръгва на вълнуващо пътешествие. Заедно с новите си приятели гларусът Реджи, динозавърът Нежни и вълшебникът Бабу, той ще премине през много опасности и приключения, за да спаси кралството.

## В България
В България филмът е издаден на VHS и DVD от „Айпи Видео“ през 2004 г.

### Нахсинхронен дублаж
| Роля                          | Изпълнител                         |
| ----------------------------- | ---------------------------------- |
| Марко Поло младши             | неизвестен глас                    |
| Принцеса Минг Ю               | Здрава Каменова (диалог) ? (вокал) |
| Фу-Линг                       | Цветан Ватев                       |
| Бабу                          | Сава Пиперов                       |
| Изследователят Марко Поло     | Сава Пиперов                       |
| Деликатният динозавър         | Ненчо Балабанов                    |
| Хан Кубла                     | Георги Иванов                      |
| Уонг Уей                      | Георги Иванов                      |
| Гласът на Пламъка             | Георги Иванов                      |
| Капитан на космическа станция | Георги Иванов                      |
| Капитан на плаващ кораб       | Анатолий Божинов                   |
| Ло Фат                        | Анатолий Божинов                   |
| Дядото на Марко Поло          | Петър Върбанов                     |
| Пангу                         | Петър Върбанов                     |
| Султан                        | Петър Върбанов                     |

| Обработка              | студио „Александра Аудио“ |
| ---------------------- | ------------------------- |
| Изпълнителен продуцент | Васил Новаков             |